# Mannheimská škola

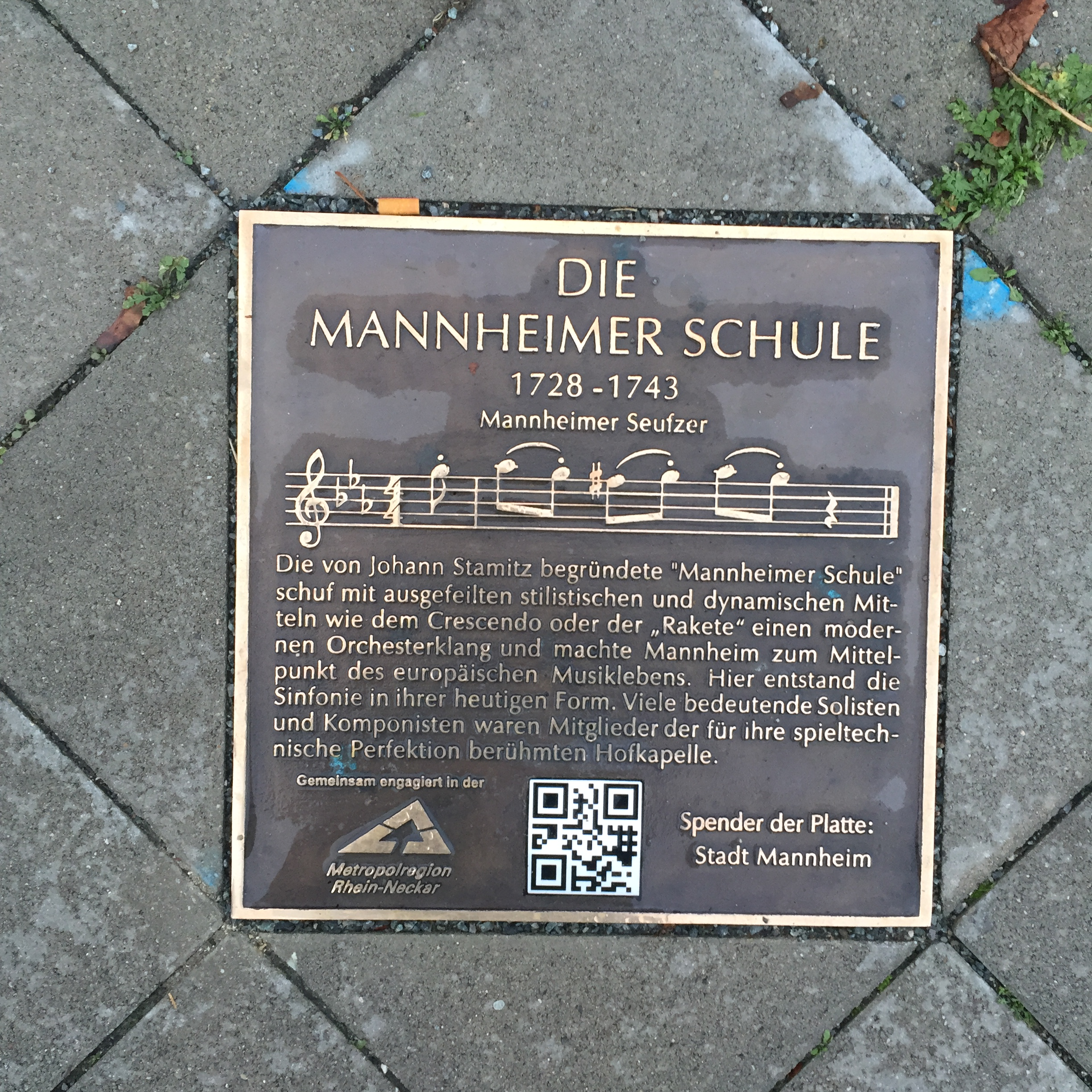
Pamětní deska Jana Václava Stamice v Mannheimu

Mannheimská škola byla skupina skladatelů hudebníků, kterou kolem roku 1743 založil v Mannheimu český hudebník Jan Václav Stamic se členy Mannheimského dvorního orchestru falckého kurfiřta Karla Theodora. Mannheimský dvorní orchestr byl až do svého přesunu od dvora do Mnichova v roce 1777 považována za nejslavnější a nejtalentovanější orchestr v Evropě. Skupinu se přičinila o nový orchestrální sloh a nové hudební formy.
Název původně označoval houslovou a dirigentskou školu a postupně také školu kompoziční. Tento vývoj je analogický vývoji předklasické školy ve Vídni (Georg Christoph Wagenseil, Johann Monn), která ji předcházela o více než deset let, a téměř souběžnému vývoji Berlínské školy (Johann Joachim Quantz, Carl Philipp Emanuel Bach, bratři Graunové a bratři Bendové).
Dílo mannheimské školy bylo rozhodující pro hudební vývoj od pozdního baroka k vídeňskému klasicismu a později k romantismu. Opustila dřívější tradici orchestrace bassa continua a citovost pozdního baroka. Vytvořila nový, hravější styl, v němž harmonii určovala melodie.

## Historie
Kořeny mannheimské školy jsou ve dvorním orchestru falckého kurfiřta Karla Filipa, který na přelomu 17. a 18. století sídlil ve Slezsku. V roce 1720 se usadil v Manhheimu a založil tam novou kapelu, do níž se přesunulo mnoho hudebníků z původního orchestru v čele s kapelníkem J. J. Gerberem. Největší vzestup hudebního života při dvoře nastal za panování kurfiřta Karla Teodora od čtyřicátých let 18. století. Sloh Mannheimské školy se vyvíjel spolu s úrovní orchestru, jehož brilantnost a tvůrčí duch rovněž souvisely s velmi významnou finanční podporou. Ta znamenala příchod mnoha vynikajících hudebníků (především z Čech a Francie), čímž došlo ke stylové konfrontaci různých přístupů a tím i k mnohotvárnosti pracovních technik a vzájemnému ovlivnění. Za zakladatele Mannheimské školy je pokládán český skladatel a hudebník Jan Václav Stamic.
Termín mannheimská škola jako první použil v roce 1771 muzikolog J. Ch. Stockhausen, který také upozornil na její hudebně-historický význam. Novou vlnu zájmu vyvolalo v roce 1902 zveřejnění práce Hugo Riemanna, který označil mannheimskou školu za předchůdce vídeňského klasického stylu v hudbě a vyvolal tím velkou polemiku. 

## Charakteristické rysy
Francouzské smyčcové techniky se v Mannheimské škole snoubí s plností tónu a zpěvností české hudby. Náhlá střídání piana a forte, crescenda a decrescenda měly vliv na stavbu hudební věty, celková forma se stávala dramatickou díky střídání jednotlivých poloh. Vše se sice již dříve objevovalo ve zlomcích u jiných skladatelů, ale Jan Václav Stamic jako první dokázal tyto prvky stmelit, dát jim pevný řád a důsledně je uplatňovat. Do orchestru zavedl lesní rohy a klarinety a tím dosáhl nového zabarvení hudby. Dynamickými odstíny a střídáním tónin a temp dosahoval neobyčejné plastičnosti hudby. Mannheimský orchestr dosáhl v dané době takového věhlasu, že domovské město bylo označováno za „muzikantské Athény Němců“.

## Přínos
Atributy, kterými Mannheimská škola přispěla nejvíce k rozvoji hudebního slohu jsou
- důraz na plynulou dynamiku hudební skladby
- nová formální struktura skladby (především cyklické - symfonie)
- vytváření moderní orchestrální disciplíny
- použití nových zvukových odstínů a nástrojů v orchestru

S rozvojem Mannheimské školy vznikly důležité prvky a impulsy, které mohly být použity jako základ k pozdější instrumentální kompozici nejvýznamnějších reprezentantů klasicismu, např. Haydna a Mozarta. Výrazové prvky, které byly dříve vyjadřovány sborem a áriemi se stávají stabilním zvukem, vyjádřeným instrumentálně. 

## Další skladatelé Mannheimské školy
Mannheimská škola se dělí na tři generace hudebníků. V první působili kromě Jana Václava Stamice další umělci českého původu: František Xaver Richter, Antonín Fils, Jiří Čart a Rakušan Ignaz Holzbauer. Druhou generaci tvořili povětšinou Stamicovi žáci, jako Christian Cannabich, Franz Ignaz Beck, Ignaz Fränzl a také jeho starší syn Karel. Do třetí generace patří Antonín Stamic a Franz Danzi.

## Akademie Praha - Mannheim
Česko-německý projekt Akademie Praha-Mannheim vznikl v roce 2019. Je zaměřen na tvorbu představitelů mannheimské školy, kterou na jednom pódiu interpretují čeští a němečtí umělci. Cílem Akademie je přispívat k hlubšímu poznání děl autorů mannheimské školy. 